# Rochefort-sur-Nenon
Rochefort-sur-Nenon – miejscowość i gmina we Francji, w regionie Burgundia-Franche-Comté, w departamencie Jura.
Według danych na rok 1990 gminę zamieszkiwało 599 osób, a gęstość zaludnienia wynosiła 59 osób/km² (wśród 1786 gmin Franche-Comté Rochefort-sur-Nenon plasuje się na 267. miejscu pod względem liczby ludności, natomiast pod względem powierzchni na miejscu 426.).